# Noordelijk halfrond

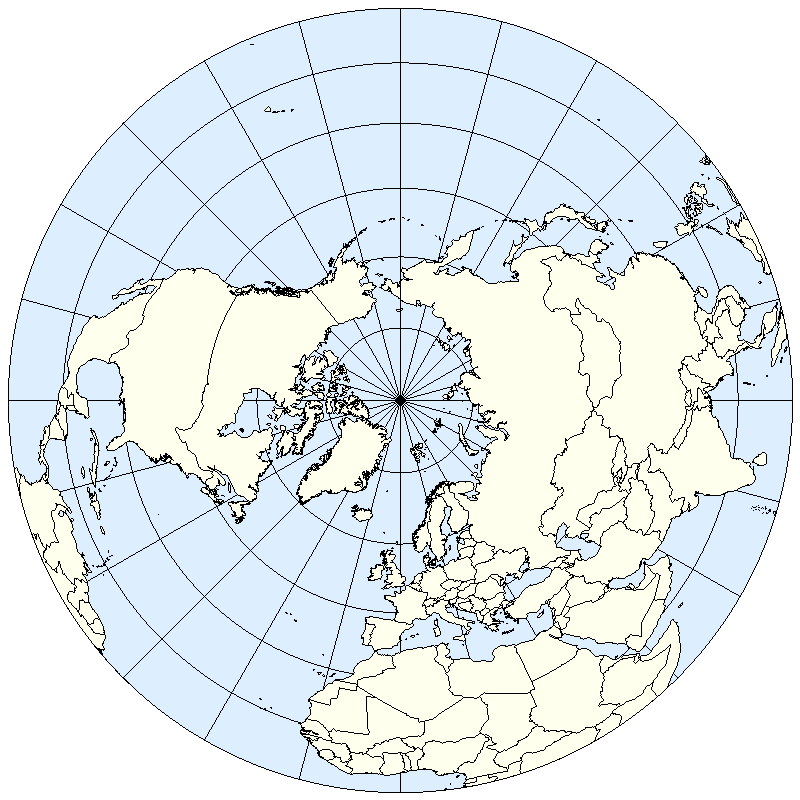
Het noordelijk halfrond

Het noordelijk halfrond is het gedeelte van de aarde ten noorden van de evenaar.
De meeste werelddelen liggen geheel of gedeeltelijk op het noordelijk halfrond. Afrika en Zuid-Amerika liggen voor een gedeelte op het zuidelijk halfrond en Indonesië ligt als enige land in Azië gedeeltelijk ten zuiden van de evenaar. Australië en Antarctica liggen volledig op het zuidelijk halfrond. Op het noordelijk halfrond wonen meer mensen dan op het zuidelijk halfrond.
De zomer op het noordelijk halfrond begint op of rond 21 juni, de dag die ten noorden van de Kreeftskeerkring de langste dag van het jaar is. De kortste dag en het begin van de winter is om en nabij 22 december. Op het zuidelijk halfrond is dat net andersom.
Op het noordelijk halfrond, behalve in het gebied tussen de Kreeftskeerkring en de evenaar, staat de Zon 's middags altijd in het zuiden. De Zon beweegt er, wanneer men naar het zuiden kijkt, in de loop van een dag van links naar rechts.